# محمدکاظم بیگدلی
محمدکاظم بیگدلی نام کامل محمدکاظم بیگدلی نجفی دزفولی زاده ۳۰ مهرماه سال ۱۲۸۸شمسی در دزفول به دنیا آمد. وی علما و مراجع تقلید شیعه بود. پدرش  محمدمهدی بیگدلی از علمای شیعه بوده‌است.
از جمله خصوصیات اخلاقی وی،اجتناب شدیداز غیبت وهجا و عمل به قناعت وساده زیستی بود.

## زندگی‌نامه
وی در سال ۱۲۸۸هجری شمسی در دزفول به دنیا آمد. ادبیات عرب را نزد محمد علی معزی آموخت. سپس به قم رفت و در حوزه علمیه قم عبدالکریم حائری مشغول تحصیل شد. جندین سال به تدریس دروس دینی در حوزه علمیه پرداخت. در سن ۲۱ سالگی از سید حسین بروجردی درجه اجتهاد را کسب کرد.

## تالیفات
تألیفات بیگدلی عبارت اند از:
۱- رساله عملیه الهِدایه.
۲- مجمع المسائل؛ که در تاریخ ۱۳۵۰به عنوان حاشیه ای بر عروه الوثقی تألیف شد.
۳- صراط العباد. این کتاب را در سال ۱۳۷۰هجری شمسی نوشت.
۴- مناسک حج. ا این کتاب را برای راهنمائی حجّاج نوشت.

## درگذشت
وی در۳۰ آبان سال ۱۳۷۵ ه‍. ش در سن ۸۹ سالگی در دزفول در گذشت و در مسجد پاسداران به خاک سپرده شد.